# Iselin Solheim
Iselin Solheim také jen Iselin (* 20. června 1990 Naustdal, Norsko) je norská zpěvačka a skladatelka. Nejvíce se proslavila svým působením ve dvou skladbách Alana Walkera; „Faded“ a „Sing Me to Sleep“. Ve spolupráci se skladatelem Jesperem Borgenem napsala také některé vlastní skladby.